# 純粋
『純粋』（じゅんすい）は、岡平健治の2ndオリジナル・アルバム。2009年9月23日にビクターエンタテインメントから発売された。

## パッケージ
初回限定盤はDVDとの2枚組。DVDにはCD収録曲『夏の夜空に輝く星を君と見たいから』ミュージック・ビデオ（story ver/KENJI verの2パターン）、アルバムイメージフォトスライドショー（健治MIXの『純粋』全曲ダイジェスト音源BGM）、ミュージック・ビデオ撮影時メイキング映像収録。

## 音楽性
レコーディングは主に、岡平の自宅スタジオで行われた。スケジュールの関係で、レコーディング期間がおよそ3週間から1か月しかなかったため「自宅スタジオでの作業中、パソコンの録音をクリックしたまま、32時間眠っていたことがあった」とラジオ・雑誌のインタビューで語っている。歌詞カードは全て岡平の手書き。「歌詞を書くのに24時間かかった」と雑誌のインタビューで語っている。

## 収録曲
1. 音松楽蔵
曲名は岡平の曾祖父の名前を合わせた物。『弾語り自走ツアー2009年』（地方）でのオープニングSEにも使用されていた。
2. ELEGY OF GRADUATION
歌詞は「3B LAB.☆S」としてリリースされている1枚目のシングル『一期一会』に収録されている『卒業哀歌』を英訳したもの。
3. 夏の夜空に輝く星を君と見たいから
本作発売前に音源・ミュージック・ビデオ（story ver）が先行配信された。
4. 夢・風・水
岡平の父が飼っていた金魚（ランチュウ）について12歳の時に制作した。母に初めて褒められた曲らしい。
5. 満秋
作曲は13歳、作詞は上京したての18歳の時で「19」時代から未発表曲として度々歌唱。レコーディングにあたり、歌詞とアレンジが加えられた。
6. 恋島
2008年の『弾語り自走ツアー』で沖縄に片道27時間かけて行ったとき、感動して作った歌。沖縄でのライブ前に三線を購入し、即興で作った歌。　2008年リリースライブDVD『健治箱 -KENJI★BOX- 前人未踏の全国47都道府県弾語り自走TOUR 2007→2008 Live & Document』にも収録。レコーディングにあたり、アレンジされた。本作発売前に音源が先行配信された。
7. 凩
17歳の時に制作した。
8. オンボロの君と僕
9. 童心
11歳で制作、「19」時代から未発表曲として度々歌唱した曲をアレンジ。
10. 僕之故郷
岡平の父が2008年に作詞・作曲したものを岡平がカバーした。
11. 人間交差点
弘兼憲史の漫画を読み、小学生の頃制作した。
12. 大阪ライフ
就職したが、ミュージシャンの夢を諦められず、実家を飛び出し大阪に住んでいた18歳の時に制作した。
13. LEGEND OF PUNKFOLKER
「2009年の『自走ツアー』を決行するにあたり遺言のつもりで書いた」と雑誌のインタビューで語っている。
14. 縁側
「3B LAB.☆S」名義でリリースされた1stアルバム『LABORATORY#1』に収録する予定でレコーディングしてあったもの。レコーディングが深夜に及び、ガラガラの声質になったことを、岡平は「せつなくて気に入っている」と雑誌のインタビューで語っている。